# Městské opevnění (Loket)

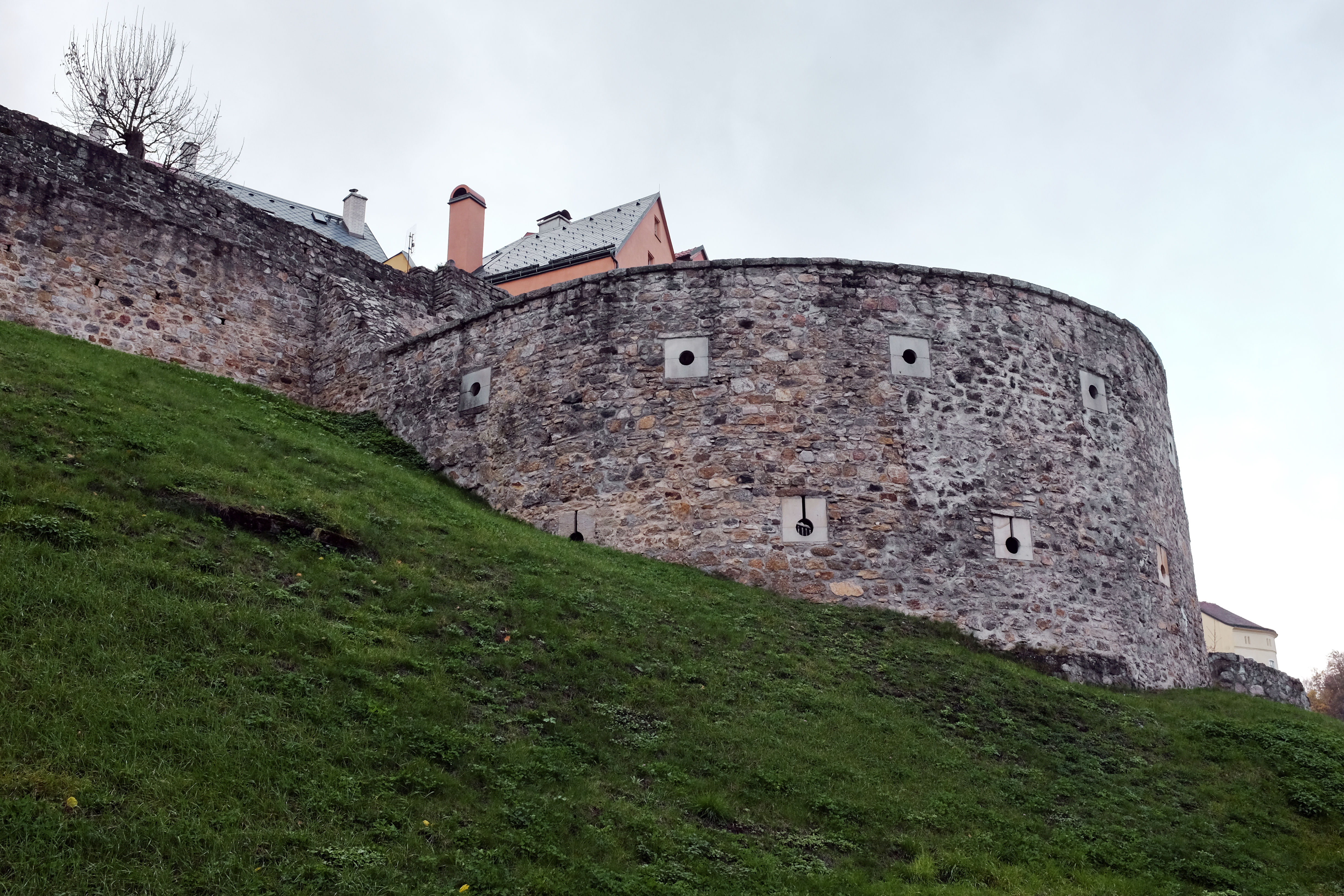
Pohled na jižní část

Městské opevnění v Lokti je částečně dochované středověké opevnění v Lokti v okrese Sokolov v Karlovarském kraji. Od roku 1963 je opevnění chráněno jako kulturní památka.

## Historie
Město Loket se nachází na temeni ostrožny v ohybu řeky Ohře, která zde vytváří hluboce zařízlé údolí do žulového masívu. Nejpozději ve druhé polovině 12. století vznikl na nejvyšším místě románský hrad s rotundou. Kolem roku 1240 bylo podhradí přeměněno na opevněné královské město. Další vývoj města, zejména za vlády Přemysla Otakara II., je spojen s německou kolonizací. V souvislosti s kolonizací zavedl Přemysl Otakar II. manský systém. Existence loketských předměstí je doložena roku 1308, kdy byl Loket již uváděn jako město. Starší opevnění bylo zdokonalováno. V letech 1434 až 1547 byl Loket zastaven Šlikům a město s výjimkou severní strany obklopilo parkánové opevnění s mohutnými dělostřeleckými baštami a nakonec byla postavena hlavní městská brána. K dalšímu posílení fortifikace došlo během třicetileté války. Roku 1663 se stal Loket pevnostním městem a tento status však město ztratilo koncem 18. století. Části opevnění byly postupně zbourány, roku 1835 zanikla podstatná část pevnostního systému hlavní městské brány. V roce 1840 došlo k rozhodnutí o rozprodeji městského opevnění. Teprve v letech 1970 až 1990 se opravily zachované části opevnění. Po dokončení oprav se staly městské hradby zajímavým cílem turistů po západním, jižním a východním obvodu města.

## Architektura
Původně gotické městské opevnění s pozdějšími úpravami sestávalo z několika obranných prvků, z nichž každý měl svoji specifickou funkci. Nejrozsáhlejší byla hlavní hradební zeď, obepínající téměř celé město. Její přesná výška je neznámá, ze starších vyobrazení se odhaduje, že místy dosahovala až 5 metrů. Silná zeď byla postavena z lomového kamene v šířce přibližně 1,5 metru. Její koruna byla opatřena cimbuřím a z vnitřní strany dřevěnými ochozy, krytými šindelovými střechami. Hlavní hradební zeď byla z vnější strany chráněna parkánovou zdí. Významnými obrannými prvky, součásti hradeb, byly podkovovité bašty opatřené střílnovými okny. Z původních osmi bašt se dochovaly čtyři, z toho jediná bašta se zachovala úplná, ostatní jen zčásti. Nejdůležitější částí opevnění byla hlavní brána, která byla ale roku 1836 stržena. 

### Věže
Nejvyššími prvky středověkého fortifikačního systému byly věže, z nichž se dochovaly jen dvě. Vyšší a mohutnější hranolová věž se nazývá Černá věž. Kdysi byla součástí někdejší Dolní brány ve východní části historické městské zástavby, dříve nazývané Dolní hrad, jehož podoba se dochovala na několika vyobrazeních. Spolu s pevnosti, střežila hlavní přístup do města. Pojmenování Černá věž je však novodobé, odvozené od vzhledu, který získala po opravě v první polovině 20. století. Věž je zděná z lomového kamene, nároží je zpevněné pravidelnými kvádry. K západní straně je připojen schodištní přístavek. Okna věže jsou obdélná, některá z nich jsou střílnová, střecha je přilbová s nástavcem ukončeným lucernou. V období baroka byl postaven schodišťový přístavek, kterým se vstupuje do věže. Do té doby se zřejmě do věže vstupovalo z ochozu přilehlé hradby. Věž je v letním období přístupná a jejím vnitřkem prochází točité schodiště do druhého patra.
Druhou dochovanou věží je Robičská věž. Nachází se v jižní části opevnění, kde spojovala město se stejnojmenným předměstím. Je rovněž zděná z lomového kamene, v dolní části s nárožními tesanými kvádry. V horní části se nacházejí nad sebou segmentem zaklenutá okna. Střecha je stanová s konkávně prolomenými hřebeny. Zvláštností věže je na konzolách vysazený prevét v nejvyšším podlaží věže.

## Galerie

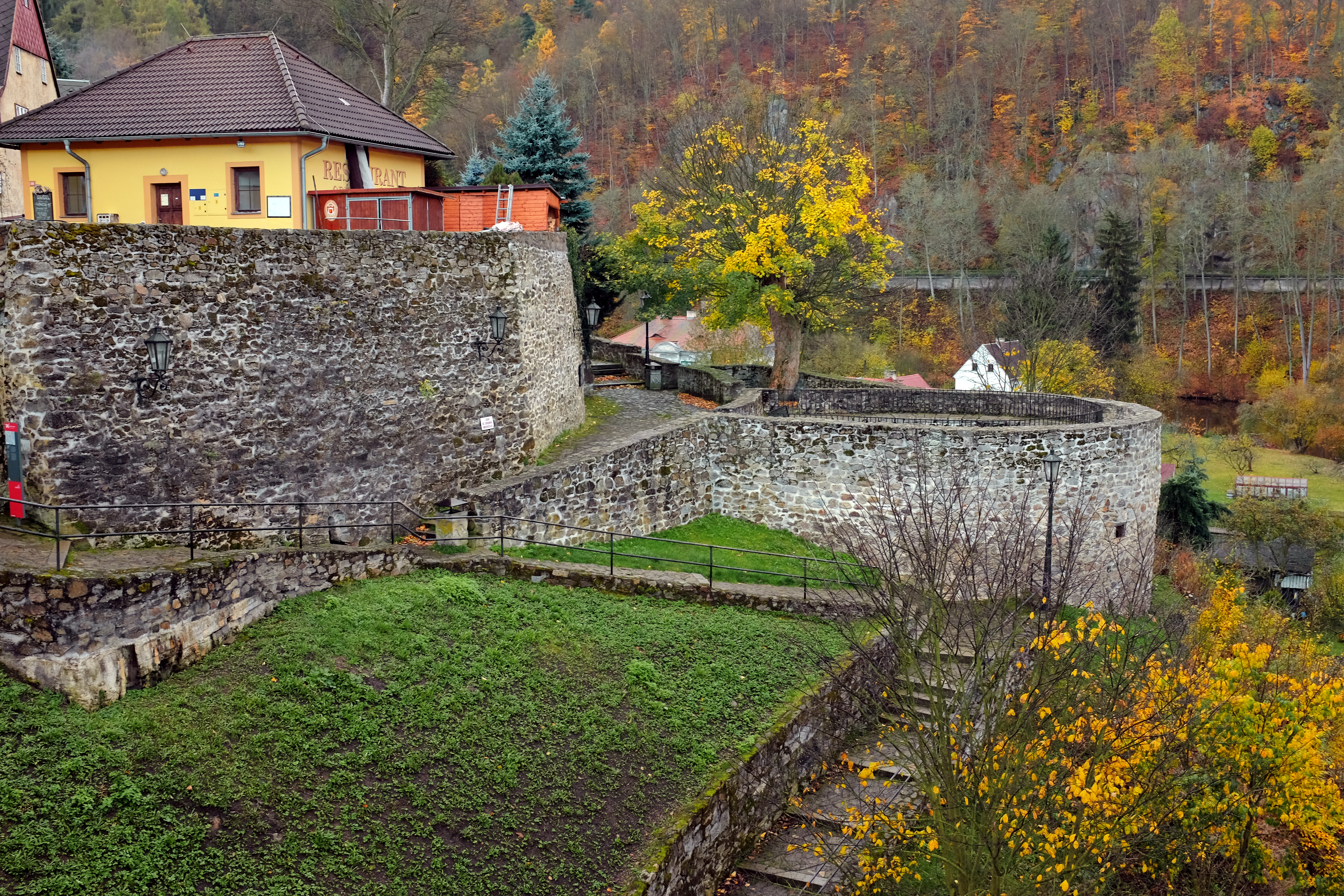
Severozápadní část
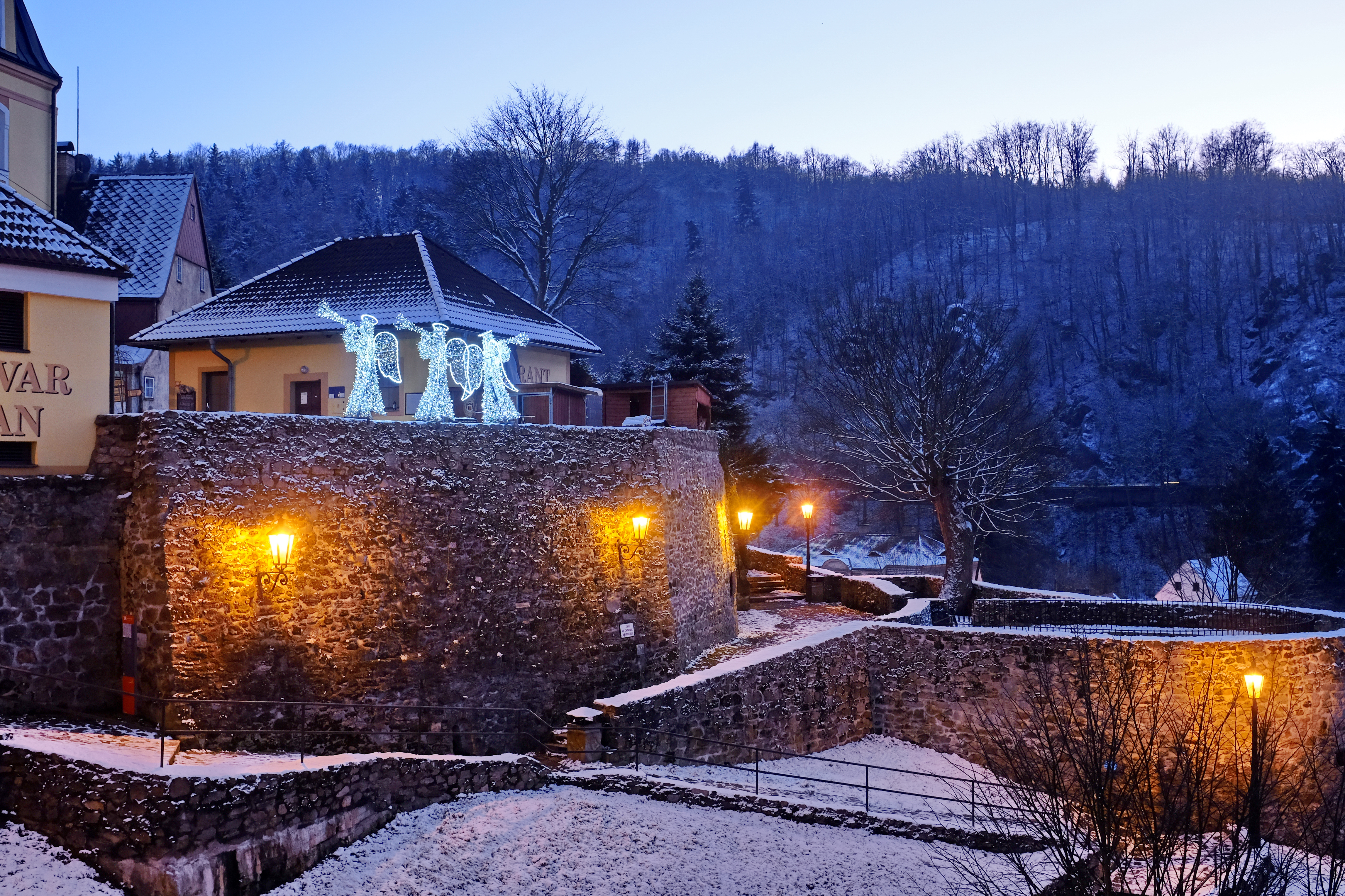
Večerní osvětlení
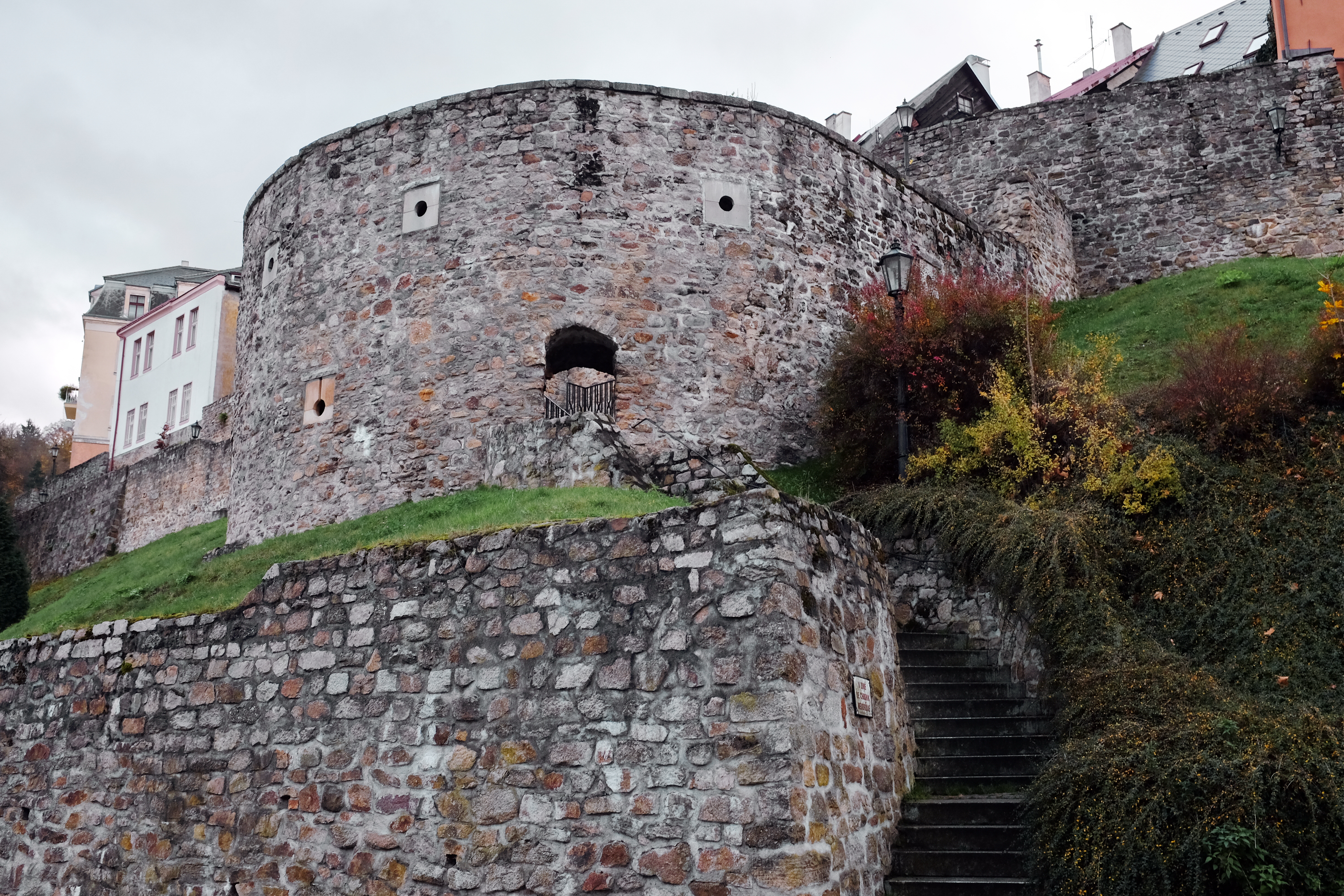
Jižní část
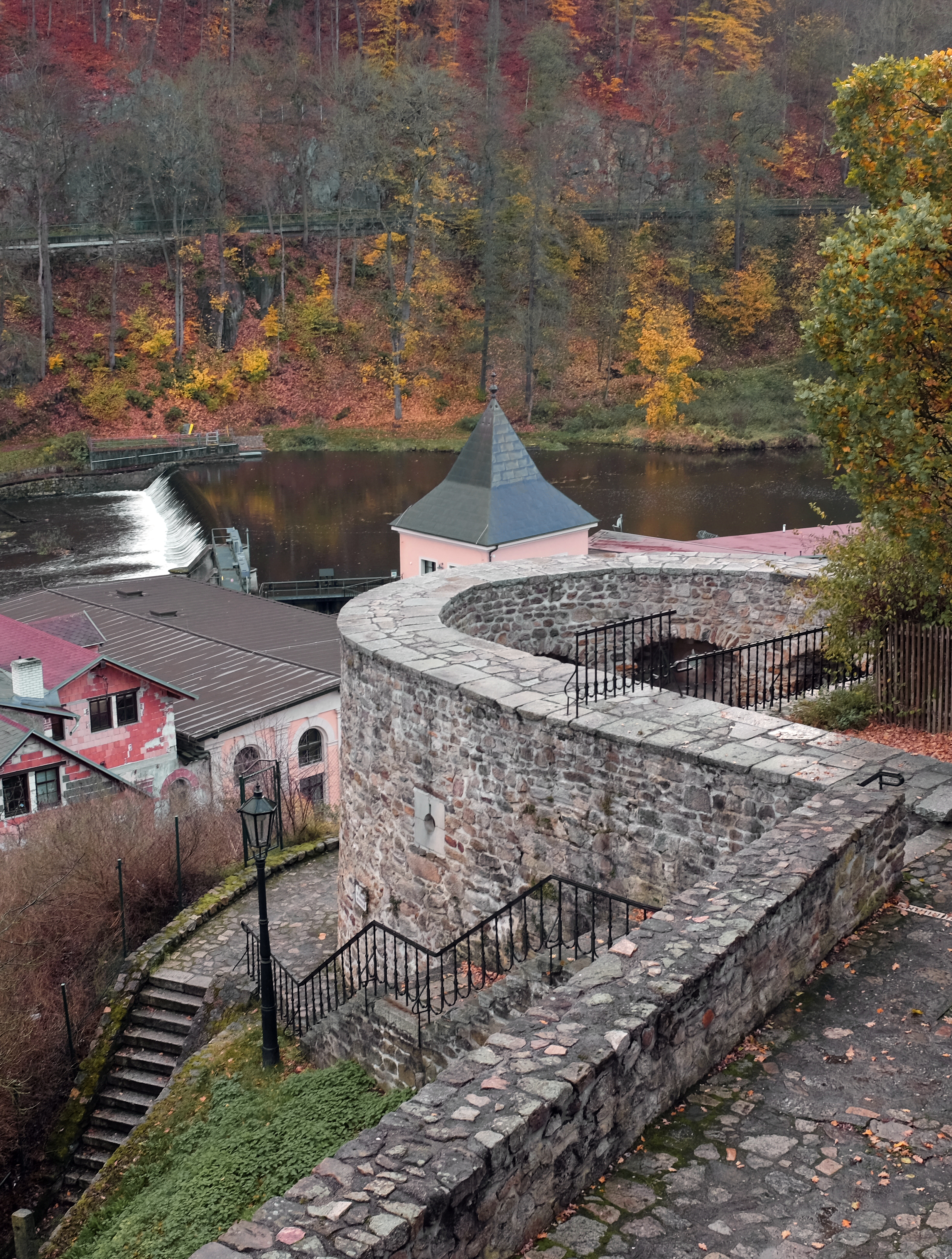
Pohled shora
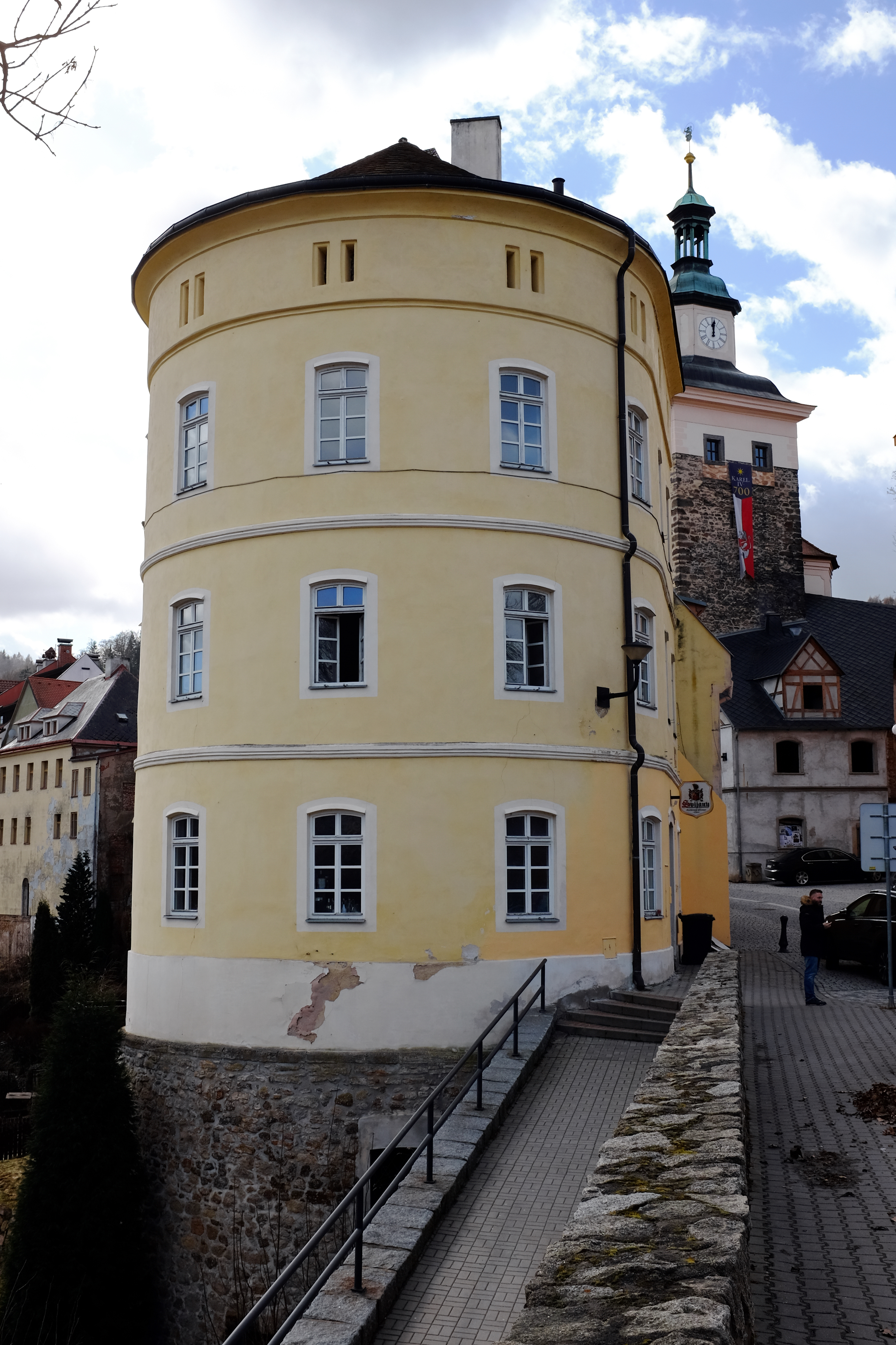
Stará bašta
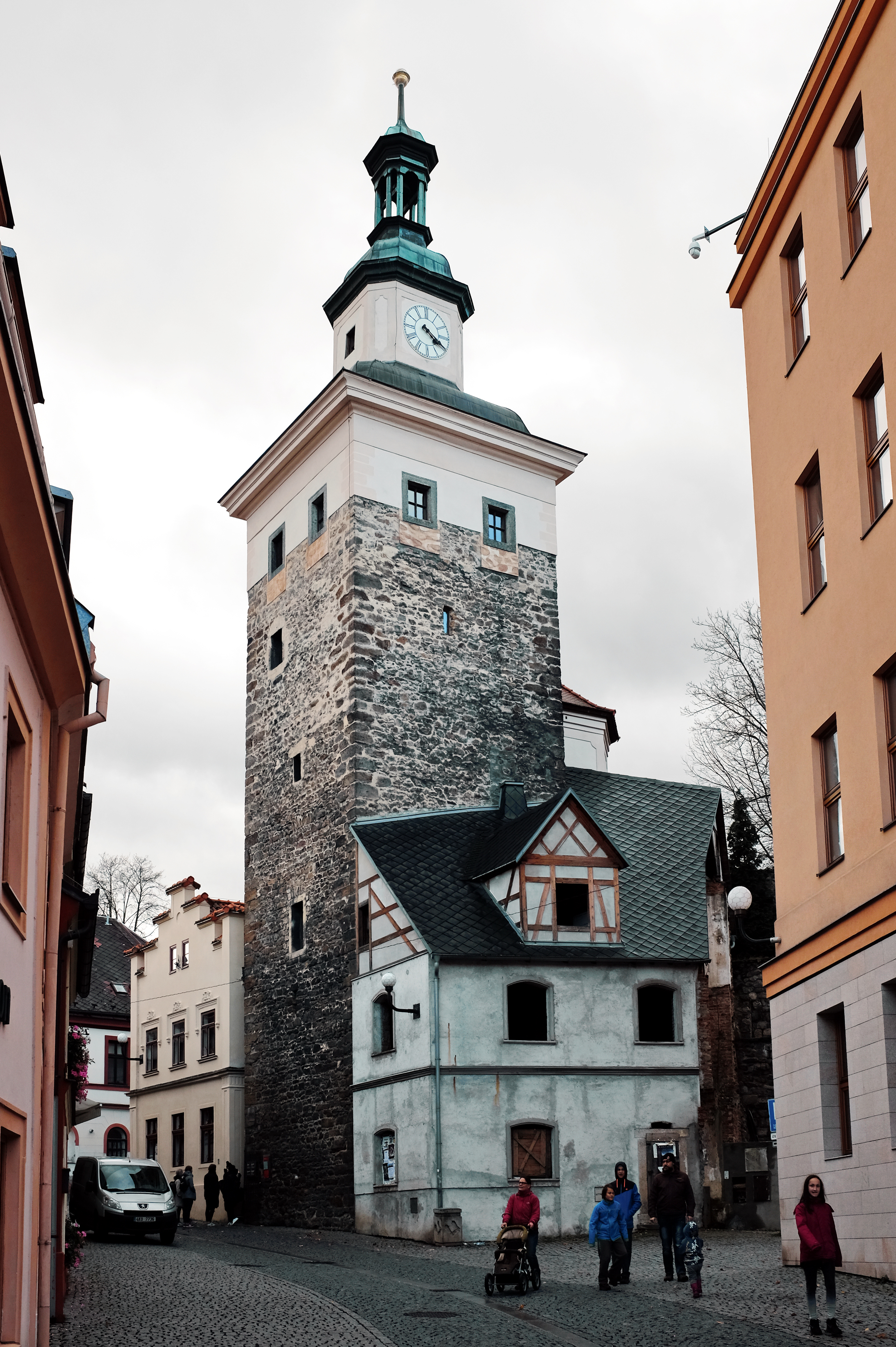
Černá věž od severu
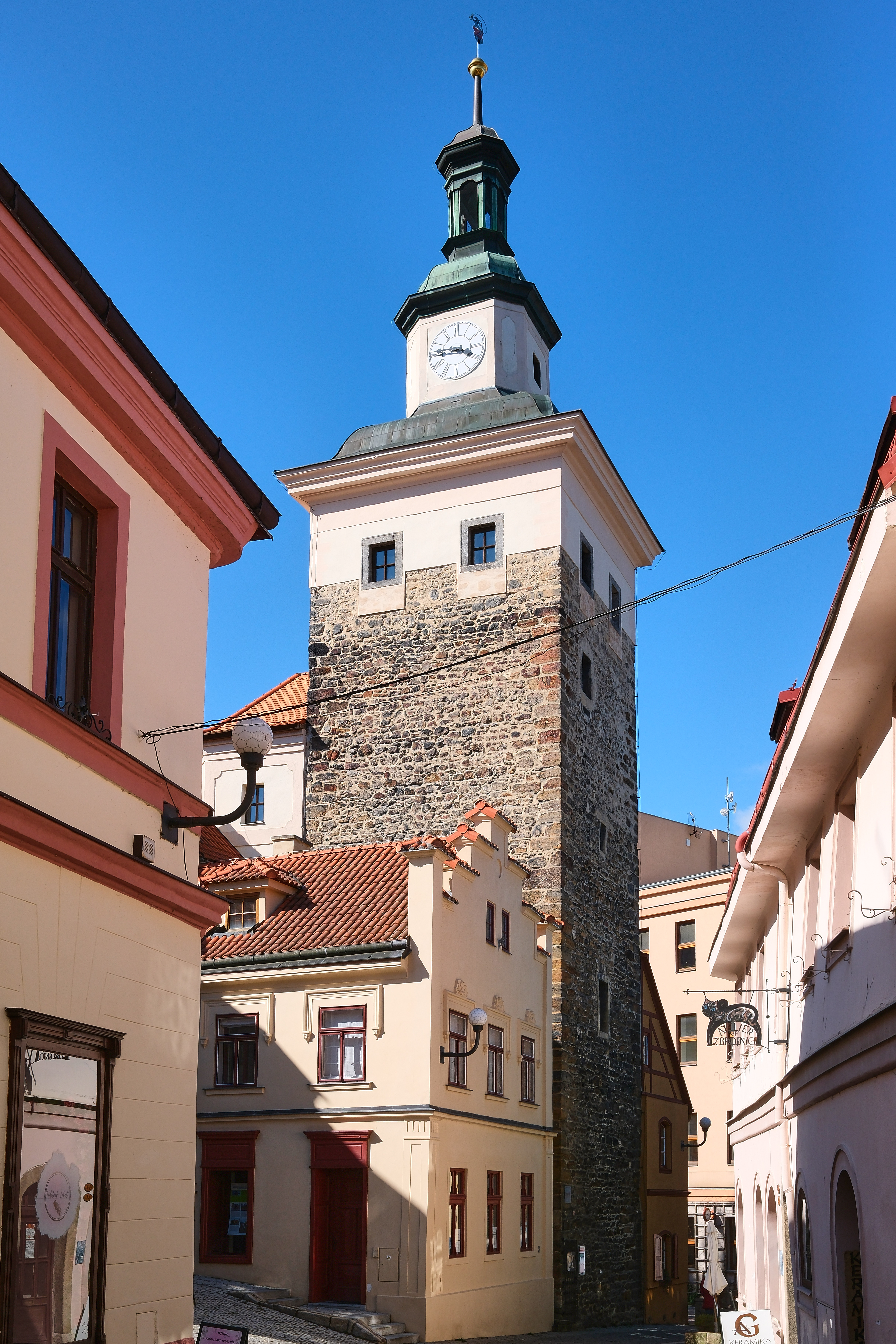
Černá věž od jihu
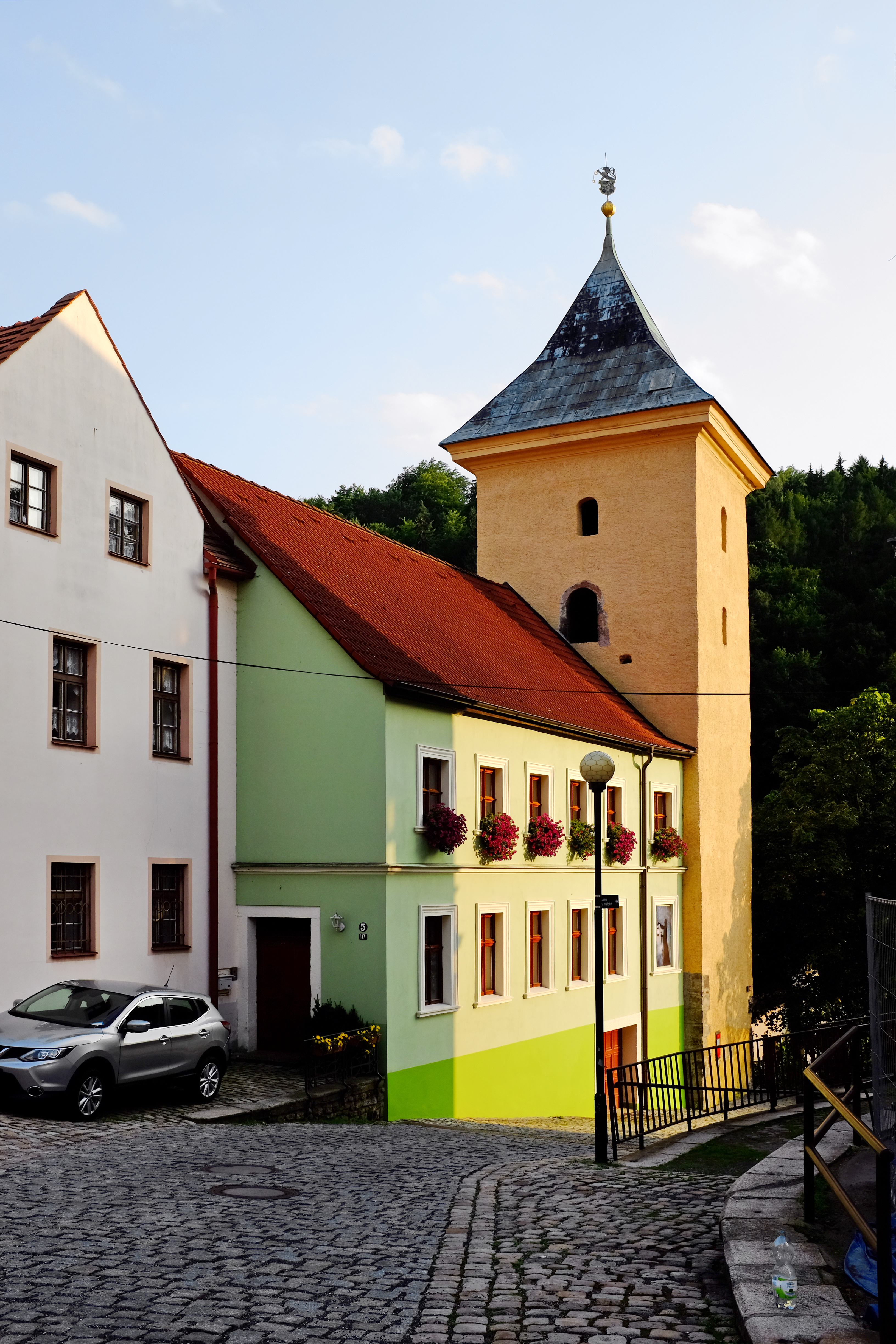
Robičská věž od severu
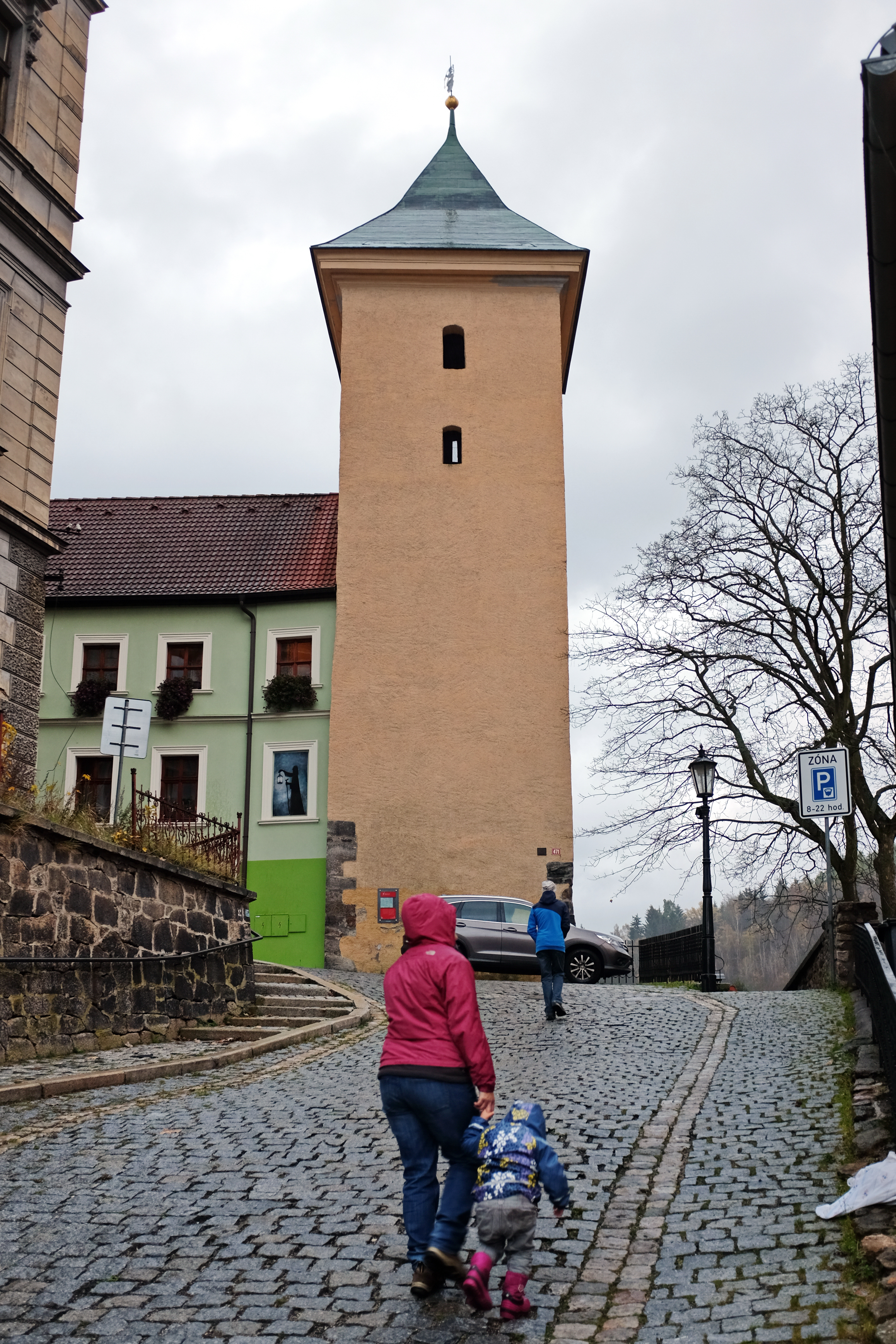
Robičská věž od západu